# Університет Західної Угорщини
Університет Західної Угорщини (угор. Nyugat-magyarországi Egyetem, NYME), колишній Шопронський лісотехнічний університет або Лісогосподарський і лісопромисловий університет Шопрона (угор. Soproni Egyetem, SoE) — державний вищий навчальний заклад Угорщини, заснований у 1735 році у місті Шопрон на кордоні з Австрією. Сьогодні корпуси університету розташовуються також в Дьєрі, Мошонмадяроварі і Секешфегерварі.

## Історія
Передвісником Університету Західної Угорщини була «гірська школа» (нім. Bergbauschule), заснована у 1735 році за указом імператора Священної Римської імперії Карла VI в Банській Штявниці (сучасна Словаччина). На ранньому етапі, лісове господарство, розташоване поруч з навчальним закладом, було в його власності. У 1760 році в список предметів, що викладалися в гірській школі, були додані математика і хімія, а сам навчальний заклад було підвищено статусі — став Королівською гірничою академією.
Після угорської реформи шкільної освіти 1846 року навчальний заклад став називатися «Академія гірничого та лісового господарства». У середині XIX століття мову навчання в академії передбачалося змінити — з німецької на угорську. Даний захід не було реалізовано, оскільки багато студентів і викладачів орієнтувалися на недавно заснований в Штирії Гірничий університет в Леобені (нім. Montanuniversität Leoben). У 1918 році, у зв'язку зі створенням нової держави Чехословаччини і заняттям чехословацькими військами будівлі навчального закладу, гірнича академія була перенесена у Шопрон. У 1921 році студенти академії відіграли активну роль у бойових зіткненнях в Шопроні і околицях, внаслідок яких австрійські поліцейські були змушені покинути місто і регіон; в результаті, на останньому за часом референдумі, Шопрон став частиною Угорщини (див. Західноугорське повстання).
У 1934 році гірнича академія стала факультетом гірничої справи, металургії та лісового господарства в нещодавно заснованому в Будапешті Університеті технології та економіки.
Після Другої світової війни факультети гірничої справи та металургії були переведені в Мішкольц, де вони стали ядром нового університету в місті — на новому місці було створено кафедру машинобудування, яка сьогодні також відлічує свій початок від заснування гірської школи в 1735 році.
Факультет лісового господарства знову опинився в Шопроні в 1952 році, але після невдалої угорської революції 1956 року, багато викладачів та студентів ЗВО емігрували на Захід. У 1962 році лісогосподарський факультет був відтворений у новому Лісогосподарському і лісопромисловому університеті Шопрона, який, після інтеграції з кількома невеликими місцевими коледжами, був перейменований на Університет Західної Угорщини в 1996—2000 роках.

## Факультети
Університет Західної Угорщини ділиться на десять підрозділів: Факультет лісового господарства, Факультет наук про дерево, Коледж геоінформатики, Факультет економіки та інші. У 2000 році в нього були включені: Факультет педагогічної освіти (Дьєр), Педагогічний факультет (Шопрон), Факультет сільського господарства і харчової промисловості (Мошонмадяровар). У 2008 році до них був доданий Коледж Сомбатхей, який став новим кампусом університету. Сьогодні[коли?] в університеті є також Факультет мистецтв, Факультет дизайну, музики, освіти і спорту та Факультет природничих наук.